# Vassilios Tsiartas
Vassilios Tsiartas (grekiska: Βασίλης Τσιάρτας), född 12 november 1972 i Alexándreia, Grekland, är en före detta grekisk fotbollsspelare.

## Klubbkarriär
Tsiartas startade sin karriär i Alexandreia FC men det var först när han flyttade till Naoussa FC som han fick sitt genombrott. Efter tre säsonger i klubben köptes han av AEK Aten 1993. 1996 vann Tsiartas skytteligan i Grekiska Superligan, vilket ledde till en flytt till spanska Sevilla. Där blev han så småningom lagkapten och var således en viktig spelare året då Sevilla åter gick upp till La Liga. Efter fyra säsonger i Spanien så flyttade Tsiartas hem till AEK Aten år 2000. Där hade han fyra framgångsrika år innan han återigen flyttade utomlands för ett år i tyska Köln. 14 februari 2007 meddelade Vassilios Tsiartas att han slutar med fotbollen.

## Landslaget
Efter att ha spelat i U-16 samt U-21 landslagen så gjorde Tsiartas debut för Greklands A-landslag 27 april 1994 i en match mot Saudiarabien. Under sina 70 landskamper gjorde Tsiartas 12 mål (varav 5 straffar), bland annat en mycket viktig straff mot Nordirland. Det var ett mål som tog Grekland till EM 2004. Under EM-slutspelet agerade Tsiartas mest avbytare men gjorde trots det två viktiga assists, en mot Spanien samt en mot Tjeckien.

## Meriter
AEK Aten
- Grekiska Superligan: 1993, 1994
- Grekiska cupen: 1996, 2002

Grekland
- EM Guld: 2004

Individuellt
- Skyttekung i Grekiska Superligan: 1996
- Årets spelare i Grekland: 1996